# Louis Beyer
Louis Jordan Beyer (Kempen, 19 de mayo de 2000) es un futbolista alemán que juega en la posición de defensa en el Burnley F. C. de la Premier League de Inglaterra.

## Trayectoria
Debutó en 2018 en la 1. Bundesliga con el Borussia Mönchengladbach de la mano de Dieter Hecking ante el Bayer Leverkusen. En enero de 2020 se confirmó su cesión al Hamburgo S. V. hasta final de temporada gracias a la intervención de su entrenador Dieter Hecking al haber trabajado con el futbolista la temporada anterior.
El 1 de septiembre de 2022 volvió a ser prestado, siendo esta vez el Burnley F. C. su destino. Disputó treinta y cinco partidos y ayudó al equipo a ascender a la Premier League antes de ser activada la opción de compra que incluía el acuerdo y firmar un contrato por cuatro temporadas.

## Estadísticas

### Clubes
Actualizado al último partido disputado el 30 de diciembre de 2023.
| Club                                   | Div.          | Temporada     | Liga  | Liga  | Copas nacionales | Copas nacionales | Copas internacionales | Copas internacionales | Total | Total |
| Club                                   | Div.          | Temporada     | Part. | Goles | Part.            | Goles            | Part.                 | Goles                 | Part. | Goles |
| -------------------------------------- | ------------- | ------------- | ----- | ----- | ---------------- | ---------------- | --------------------- | --------------------- | ----- | ----- |
| Borussia Mönchengladbach II · Alemania | 4.ª           | 2018-19       | 4     | 0     | ―                | ―                | ―                     | ―                     | 4     | 0     |
| Borussia Mönchengladbach II · Alemania | 4.ª           | 2019-20       | 3     | 0     | ―                | ―                | ―                     | ―                     | 3     | 0     |
| Borussia Mönchengladbach II · Alemania | Total club    | Total club    | 7     | 0     | 0                | 0                | 0                     | 0                     | 7     | 0     |
| Borussia Mönchengladbach · Alemania    | 1.ª           | 2018-19       | 9     | 0     | 1                | 0                | ―                     | ―                     | 10    | 0     |
| Borussia Mönchengladbach · Alemania    | 1.ª           | 2019-20       | 3     | 0     | 1                | 0                | ―                     | ―                     | 4     | 0     |
| Borussia Mönchengladbach · Alemania    | Total club    | Total club    | 12    | 0     | 2                | 0                | 0                     | 0                     | 14    | 0     |
| Hamburgo S.V. · Alemania               | 2.ª           | 2019-20       | 11    | 0     | 0                | 0                | ―                     | ―                     | 11    | 0     |
| Hamburgo S.V. · Alemania               | Total club    | Total club    | 11    | 0     | 0                | 0                | 0                     | 0                     | 11    | 0     |
| Borussia Mönchengladbach II · Alemania | 4.ª           | 2020-21       | 6     | 0     | ―                | ―                | ―                     | ―                     | 6     | 0     |
| Borussia Mönchengladbach II · Alemania | Total club    | Total club    | 6     | 0     | 0                | 0                | 0                     | 0                     | 6     | 0     |
| Borussia Mönchengladbach · Alemania    | 1.ª           | 2020-21       | 4     | 0     | 0                | 0                | ―                     | ―                     | 4     | 0     |
| Borussia Mönchengladbach · Alemania    | 1.ª           | 2021-22       | 16    | 0     | 1                | 0                | ―                     | ―                     | 17    | 0     |
| Borussia Mönchengladbach · Alemania    | Total club    | Total club    | 20    | 0     | 1                | 0                | 0                     | 0                     | 21    | 0     |
| Burnley F. C. Inglaterra               | 2.ª           | 2022-23       | 30    | 1     | 5                | 0                | —                     | —                     | 36    | 1     |
| Burnley F. C. Inglaterra               | 1.ª           | 2023-24       | 15    | 0     | —                | —                | —                     | —                     | 15    | 0     |
| Burnley F. C. Inglaterra               | Total club    | Total club    | 45    | 1     | 5                | 0                | 0                     | 0                     | 50    | 1     |
| Total carrera                          | Total carrera | Total carrera | 101   | 1     | 3                | 0                | 0                     | 0                     | 104   | 1     |